# طول العمر

المقارنة بين العمر المتوقع للذكور والإناث عند الولادة في البلدان والأقاليم على النحو المحدد في كتاب حقائق وكالة الاستخبارات المركزية (CIA) من خلال ملصقات توضيحية على دوائر محددة. يتطابق الخط المنقط الأخضر مع توقعات العمر المتساوية للذكور والإناث. الأحجام ثلاثية الأبعاد الظاهرة للفقاعات تتناسب بشكل خطي مع عدد المسجلين بها.

يتم استخدام الكلمة «طول العمر» في بعض الأحيان كمرادف لكلمة «توقعات العمر» في الديموغرافيا - خصوصًا عندما يتعلق الأمر بشخص أو شيء يستمر لفترة أطول من المتوقع (شجرة قديمة للغاية على سبيل المثال) - ومع ذلك، فإن الكلمتين لهما تعريفان مختلفان قليلاً. وفي تفرع مشابه لما هو الحال في «الانضباط» و«الدقة»، يشير «طول العمر» إلى متوسط عدد السنوات التي يعيشها الإنسان، في حين أن «توقع العمر» يشير إلى عدد السنوات التي يعيشها متوسط عدد السكان. ويتضح ذلك من خلال حقيقة أن الارتفاع الكبير في توقعات العمر (بسبب ازدياد عمر نسبة كبيرة من السكان) يمكن أن يكون مصحوبًا بزيادة ضئيلة في طول العمر الإجمالي للسكان.
وقد تجاوزت التأملات التي تدور حول طول العمر الإقرار بقصر عمر البشر، واشتملت على التفكير في طرق لإطالة الحياة. لقد أثير موضوع طول العمر ليس فقط في المجتمع العلمي ولكن كذلك بين الرَّحَّالة وكتّاب الخيال العلمي وروايات المدينة الفاضلة.
هناك العديد من الصعوبات للتحقق من أطول عمر حياة بشري بشكل مطلق وفق معايير التحقق المعاصرة، بسبب إحصاءات الميلاد غير الدقيقة أو غير الكاملة. وقد ادعت الروايات والأساطير والفلكلور وجود أعمار في الماضي أو المستقبل تزيد بكثير عن الأعمار التي أثبتت المعايير الحديثة وجودها، وما زالت ادعاءات طول العمر غير المؤكدة تكثر من الحديث عن وجود حالات طول العمر في الحاضر.